# Франсіско Ісідоро Рескін

Франсіско Ісідоро Рескін

Франсі́ско Ісідо́ро Рескі́н (ісп. Francisco Isidoro Resquín, 1823, Асунсьйон — 1882, Сан-Педро-дель-Ікуамандію) — парагвайський генерал, один з найвідоміших командувачів протягом Війни Потрійного Альянсу. Автор відомих мемуарів, майже єдиного джерела про війну з парагвайського боку. Його іменем названий один з округів (Генерал Ісідоро Рескін) в парагвайському департаменті Сан-Педро.